# 滝村正巳
滝村 正巳（たきむら まさみ、生年不詳 - 1945年4月）は、日本の陸軍軍人、スパイ。
太平洋戦争においてF機関工作員としてタイに潜伏、インド国民軍の編成や戦後のインド独立に影響を与えた藤原岩市の指揮でマレー作戦に従事。ビルマ作戦にて戦没。

## 経歴
母、滝村みその子として出生。富山歩兵三十五連隊入隊。陸軍省防衛課勤務。陸軍中野学校丙1。太平洋戦争開戦直前、藤原機関（F機関）に配属された滝村は、通訳に雇われた学生石川義吉と共に東京からタイへ派遣され、シンゴラ大使館領事の武官書記に扮し配置される。1941年当時の階級は軍曹であった。尚、同じ藤原機関員で立場が上だった中宮悟郎中尉、米村弘少尉、瀬川清治少尉は滝村より歳下であった。

## マレー作戦
太平洋戦争が開戦すると、滝村はタイから英領マレー半島へ進出、スリムにて石川と共にインド兵捕虜の投降工作に従事する。投降を呼びかける際、藤原機関員は非武装で応じることが求められた。捕虜が百十数名までに増えると、藤原の命により捕虜と共にクアラルンプールへ進軍した。 懐柔したインド兵捕虜が増員され、インド国民軍へ発展すると、藤原はモーハン・シン大尉の提案により、土持則正大尉配下のもと藤原機関ビルマ支部を結成。1942年2月25日、滝村は石川、マレー語通訳兼運転手担当の北村義夫、ランスループ少佐傘下のインド兵50名と共に英印軍捕虜を求めビルマ（現ミャンマー）へ進出した。尚、藤原機関員の拡大により後から充足された国塚一乗少尉の著書には滝村の名はなく、何かしらの事情か、あるいは接点が薄かったとみられる。

## ビルマ作戦
藤原機関が岩畔機関へ改編されると、滝村、石川、北村は北部邦雄中佐の傘下となり、岩畔機関ビルマ支部に編入となった。その後更に再編されることとなり、塚本繁の下石川と特務宣伝に従事。光機関に再編されると、滝村は伊野部重珍大尉の下メイミョウ出張所に配置された。

## 最期
1945年4月、カロー兵站病院で治療を受けていた相沢隆和によると、光機関の丸山隆道中尉が同室で入院し、見舞いのため滝村、稲永二曹長ら複数光機関員が現れたという。この時、滝村は曹長に昇進しており、過去にバンコクの日本大使館に勤務した話をしたという。相沢は、滝村が稲永、丸山、ビルマ人兵士三人を連れトングーに出発するのを知ると同行を希望し、無理して退院した。 4月23、24日頃、シッタン河東岸に反乱ビルマ兵が出没するようになり、集落ではビルマ人女性に睨まれたりと不穏な状況となった。安全と思われる山沿いを夜通しで歩き、翌朝無人の村落で休止すると、三人のビルマ人兵士らが朝食の準備と称して姿を消し、突然相沢が銃撃される事態となった。 一行は幅20メートルの川へ飛び込み、対岸の藪へ避難して相沢を手当てした。相沢は左胸と腕の付け根の中間を被弾していたため傷口にキニーネの錠剤を詰め込んだ。この時、滝村含め光機関員らは非武装であり、相沢だけが拳銃を所持していた。時間が経つと相沢の傷口に蛆がわいてきた。
翌日、次の村落で現地人から食料を貰うが、不自然な会話をしているのを見て速やかにその場を去った。相沢は昨日の襲撃は三人のビルマ人による裏切りだと主張したのに対し、光機関員らは「違う」と反論し、「現地人と同じ釜の飯を食べ生死を共にするのだ」と擁護した。その夜の道中、銃を持ったビルマ兵二人に声をかけると、山の中へと逃げ去っていった。 翌朝、新しい家が立ち並ぶ一角へ出ると、一行に気付いた数十人のビルマ人が突然大声をあげ、村の中を逃げ回った。その中に昨晩会った銃を所持したビルマ人兵士二人の姿もあったため、危険を感じ、一行は山中に逃げ込んだ。 ここで相沢は滝村、稲永を見失った。数日後には丸山も奇声と共に失踪した。相沢は逃避行の末、靴が破けた状態で村へ転がり込み、住民に助けられた後、英軍の医療施設へ運ばれた。

滝村の最期については諸説ある。中野校友会が出版した『陸軍中野学校』には「ビルマ・シャン高原にて戦死」、『高山市史 第3巻』では「ビルマ兵站病院にて病死」とある。いずれも4月11日が命日扱いとされた。死後、階級は准尉。 石川は滝村の死を悼み、以下の証言を残した。
享年29。